# Barete
Barete ist eine italienische Gemeinde (comune) in der Provinz L’Aquila in den Abruzzen mit (Stand 31. Dezember 2023) 631 Einwohnern. Die Gemeinde liegt etwa 13,5 Kilometer nordwestlich von L’Aquila am Aterno und am Nationalpark Gran Sasso und Monti della Laga und gehört zur Comunità montana Amiternina.

## Verkehr
Durch die Gemeinde führt die Strada Statale 260 Picente (zum Teil eine Regionalstraße) von L’Aquila nach Amatrice.